# Once (Liam Gallagher)
Once è un singolo promozionale del cantante britannico Liam Gallagher, estratto il 26 luglio 2019 dal secondo album in studio del cantante, Why Me? Why Not..

## Descrizione
Il brano è stato regolarmente eseguito dal vivo dall'artista durante la tournée promozionale di Why Me? Why Not., apparendo anche nell'album dal vivo MTV Unplugged. Gallagher lo ha inserito anche nella scaletta del concerto Down by the River, registrato lungo il fiume Tamigi nel novembre 2020 e trasmesso in streaming il successivo 5 dicembre sulla piattaforma Melody VR.
Del brano è stata diffusa anche la registrazione demo, inclusa in Acoustic Sessions, album del 2019 contenente versioni acustiche di brani di Gallagher solista e incisi in origine con gli Oasis. 

## Video musicale
Il videoclip è stato girato nella casa georgiana di Tittenhurst Park, ad Ascot, nel Berkshire. Si tratta del luogo in cui John Lennon compose Imagine nel 1971. Una figura reale solitaria, interpretata dall'ex calciatore Éric Cantona, attraversa le stanze della casa cantando finché non raggiunge la propria automobile, dove lo attende il maggiordomo, interpretato da Gallagher.